# Sebastian Holzmann
Pour les articles homonymes, voir Holzmann.
Sebastian Holzmann est un skieur alpin allemand, né le 22 mars 1993 à Bad Wörishofen.

## Biographie
Vivant à Oberstdorf, il est spécialiste des épreuves techniques (slalom et slalom géant) depuis ses débuts en course FIS en 2010. Il est promu en Coupe d'Europe en janvier 2013, avant de remporter son premier titre de champion d'Allemagne au slalom géant.
Il débute en Coupe du monde en janvier 2014 à Bormio. Ensuite, aux Championnats du monde junior à Roccaraso, il est médaille de bronze à l'épreuve par équipes.
Il marque ses premiers points à Zagreb en janvier 2017 en se classant 19e du slalom. En début d'année 2018, il enregistre son premier podium en Coupe d'Europe à Chamonix, puis établit son meilleur résultat en Coupe du monde à Kranjska Gora avec une onzième place en slalom.

## Palmarès

### Coupe du monde
- Meilleur classement général : 91e en 2018.
- Meilleur résultat : 11e.

#### Différents classements en Coupe du monde
| Année     | Classement général final | Classement en slalom |
| 2016-2017 | 133e                     | 50e                  |
| 2017-2018 | 91e                      | 29e                  |
| 2018-2019 | 140e                     | 52e                  |

### Championnats du monde junior
- Roccaraso 2014 :
  -  Médaille de bronze par équipes.

### Coupe d'Europe
- 2 podiums.

### Championnats d'Allemagne
- Champion du slalom géant en 2013.